# قائمة بالتقنيات السردية

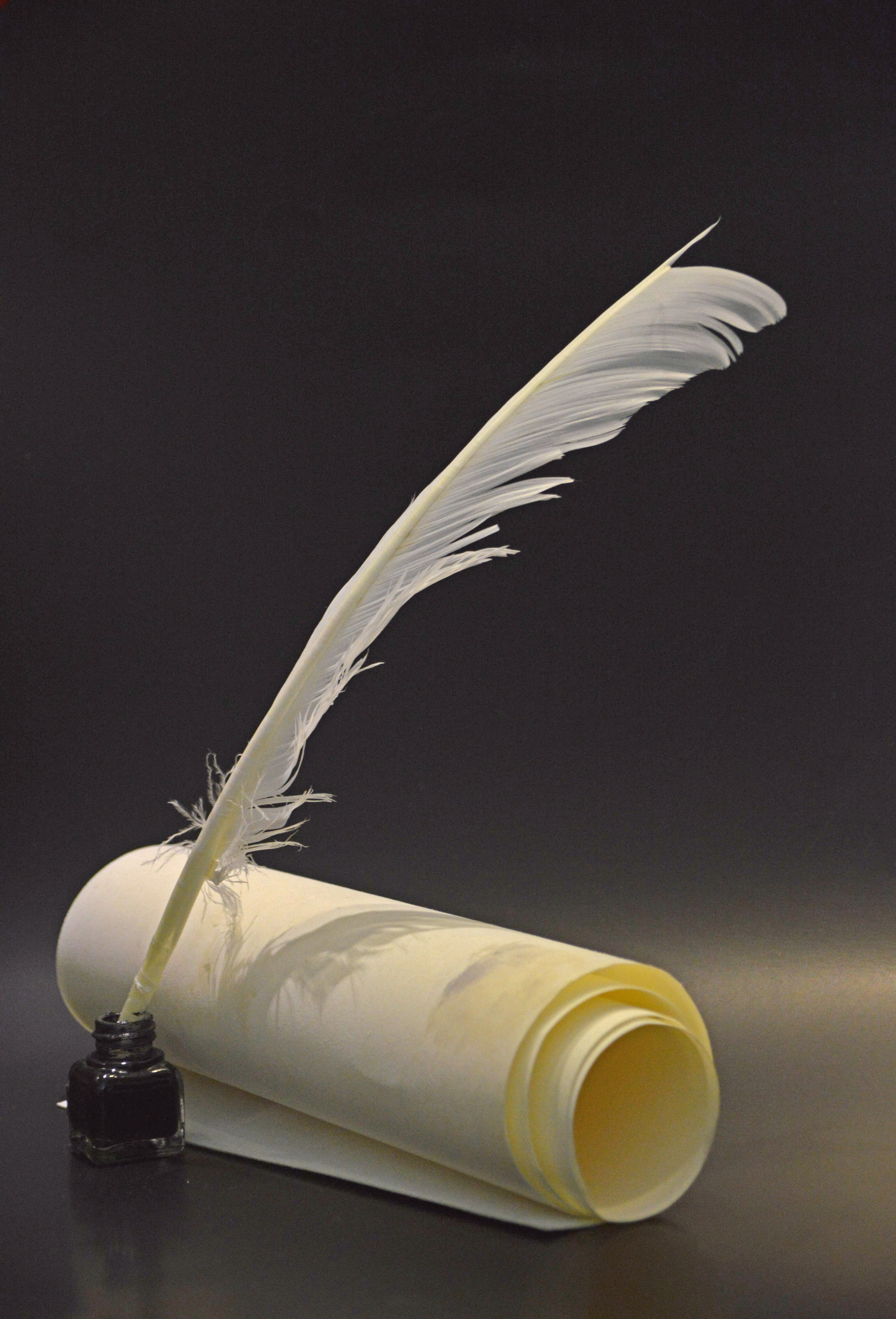

الأسلوب السردي أو التقنية السردية هي مجموعة من الأساليب والطرق التي يستخدمها الأدباء لإيصال ما يريدونه  — بمعنى آخر، إستراتيجية مستخدمة لتكوين رواية تحمل معلومات إلى الجمهور، وخصوصاَ ل«تطوير» الرواية، أو لجعلها أكثر اكتمالًا أو تعقيدًا أو إمتاعاً. يفرَق بين التقنيات السردية والعناصر الأدبية التي توجد بطبيعتها في أعمال الكتابة.